# Nauener Platz
Der Nauener Platz (ⓘ) ist ein Stadtplatz im Berliner Bezirk Mitte, Ortsteil Gesundbrunnen an der Grenze zu Berlin-Wedding. Er ist auch Namensgeber für den im April 1976 eröffneten U-Bahnhof Nauener Platz.

## Geschichte
Der Platz erhielt seinen heutigen Namen am 1. Juni 1910, zuvor war er nach dem Bebauungsplan als unbenannter und unbebauter Platz im Kreuzungsbereich Reinickendorfer/Liebenwalder und Schulstraße entstanden. Die um die Wende vom 19. zum 20. Jahrhundert rasch ansteigende Bevölkerungszahl in Berlin führte zur intensiven Wohnbebauung, im damaligen Bereich Wedding vor allem durch den Bauverein Aktiengesellschaft Reinickendorfer Straße. Dabei wurden ungünstig geschnittene Grundstücke in Kreuzungsbereichen freigelassen. Eine gartenmäßige Gestaltung der Fläche erfolgte erst nach dem Zweiten Weltkrieg. Der Platz war und ist keine Postadresse.

## Lage und Besonderheiten
Der sich dreieckig nach Norden öffnende Platz wird südwestlich von der Reinickendorfer Straße und südöstlich von der Schulstraße begrenzt. Der Gebäuderiegel „Haus der Jugend“ befindet sich an der gedachten östlichen Verlängerung der Liebenwalder Straße, die anfangs früher auch hier entlang verlief. Der auf dem Platz stehende Baukomplex mit dem benachbarten „Café Naumi“ teilt die Fläche in einen Nord- und einen Südbereich. Das Haus der Jugend, bestehend aus dem Kinder- und Jugendbüro, dem Zentrum des Jugendrechts, den Kiezhandwerkern von KIDS e. V. sowie dem hauseigenen „Café klar“, gibt es seit 1951 an dieser Stelle. Das Gebäude trägt die Adresse Reinickendorfer Straße 55.
In diesem Viertel rund um den Nauener Platz gab es um 1900 herum ein Entbindungsheim der Heilsarmee für ledige Mütter im Gelände einer ehemaligen Klinik für Haut-Tuberkulose.

## Neugestaltung zu Beginn des 21. Jahrhunderts
Zwischen 2006 und 2009 wurde das Konzept Nauener Platz – Umgestaltung für Jung und Alt umgesetzt. Damit entstanden mit Hilfe von Senatsfördergeldern und im Auftrag des Bezirksamts Mitte großzügige Freiflächen mit neuartigen generationsübergreifenden Spiel- und Aufenthaltselementen, innovativen Klang- und Lichtelementen. Die auf dem Platz nun vorhandenen beleuchteten Handläufe und den grünen Lichtbaum errichtete die Firma Fittkau Metallbau und Kunstschmiede nach Ideen der Architekten Studio Dinnebier. Besonders erwähnenswert sind auch eine lärmmindernde Gabionenwand, eine Promenade mit Spielstrand, die angrenzende Wiese mit Rasenwellen, die neu gestalteten Ballspielflächen und die gepflegten Blumenrabatten.
Im Zusammenhang mit der Neugestaltung, in deren Details zahlreiche Anwohnervorschläge eingeflossen sind, hat sich eine ehrenamtliche Initiative Nauener Neu! gegründet. Diese wird seit der Fertigstellung durch das professionelle Platzmanagement Pankstraße unterstützt.

## Umgebung
In der Umgebung des Platzes befinden sich zwei Gedenktafeln: Zum einen wird an die Namensvergabe Jerusalem-Bibliothek für die Weddinger Stadtbücherei 1976 erinnert (Standort Schulstraße 99/100), zum anderen wird der Widerstandskämpfer Otto Lemm geehrt, der in der Oudenarder Straße 28 wohnte, im Juli 1944 ermordet wurde und auf dem Urnenfriedhof Seestraße zusammen mit anderen Opfern des Nationalsozialismus seine letzte Ruhestätte fand.